# SN 2005aw
SN 2005aw – supernowa typu Ic odkryta 24 marca 2005 roku w galaktyce IC4837A. W momencie odkrycia miała maksymalną jasność 15,30m.